# معاهدة باريس (1815)
وُقعت معاهدة باريس 1815، المعروفة أيضًا باسم معاهدة باريس الثانية، في 20 نوفمبر 1815 بعد هزيمة نابليون بونابرت وتنازله عن العرش للمرة الثانية. في فبراير، فر نابليون من منفاه في إلبا، ودخل باريس في 20 مارس، وبدأ بذلك فترة المئة يوم التي استعاد خلالها حكمه. بعد هزيمة فرنسا على يد بريطانيا وبروسيا في معركة واترلو، أُقنع نابليون بالتنازل عن العرش مرة ثانية، في 22 يونيو. تولى الملك لويس الثامن عشر، الذي فر من فرنسا عند وصول نابليون إلى باريس، العرش مرة الثانية في 8 يوليو.
ضمت معاهدة 1815 شروطًا جزائية أشد من شروط معاهدة العام السابق. وأجبرت فرنسا على دفع تعويضات قيمتها 700 مليون فرنك، وقلصت حدود البلاد إلى ما كانت عليه في 1790. وفُرض على فرنسا دفع أموال إضافية لتغطية تكاليف بناء دول التحالف المجاورة تحصينات دفاعية. وبموجب أحكام المعاهدة، كان من المقرر أن يتواجد قرابة 150,000جندي في أجزاء من فرنسا لمدة خمس سنوات، تغطي فرنسا تكاليف تواجدهم؛ اعتبر هذا الاحتلال الذي قاده دوق ولينغتون ضروريًا لثلاث سنوات فقط وانسحبت القوات الأجنبية في عام 1818.
بالإضافة إلى معاهدات السلام النهائية بين فرنسا وبريطانيا العظمى والنمسا وبروسيا وروسيا، وقعت أربع اتفاقيات إضافية وقانون حياد سويسرا في نفس اليوم.

## المعاهدة النهائية
وُضعت معاهدات السلام 1815 باللغة الفرنسية، التي كانت لغة التواصل المشترك للدبلوماسية المعاصرة. وُقعت أربع معاهدات، بين فرنسا وكل من القوى الأربع الرئيسة في التحالف السابع: النمسا وبريطانيا العظمى وبروسيا وروسيا. وقعت المعاهدات الأربع في نفس اليوم (20 نوفمبر 1815)، وكانت ذات أحكام حرفية، ونسقت بطريقة موحدة (مثلًا «المعاهدة النهائية بين بريطانيا العظمى وفرنسا»).
كانت المعاهدة بالنسبة لفرنسا أقسى من معاهدة عام 1814، التي جرى التفاوض عليها من خلال مناورة تاليران، وذلك بسبب التحفظات التي أثارها الدعم الواسع لنابليون في فرنسا حينها. خسرت فرنسا الأراضي التي كسبتها الجيوش الثورية في 1790-1792، والتي سمحت معاهدة 1814 لفرنسا بالاحتفاظ بها. قُلصت حدود الدولة إلى ما كانت عليه في 1790 (بالإضافة إلى جيوب كومتا فينيسان، ومقاطعة مونبيليار، وميلوز، التي سمح لفرنسا بالاحتفاظ بها). أُجبرت فرنسا على دفع تعويضات بقيمة 700 مليون فرنك، موزعة على خمسة أقساط سنوية، وفُرض عليها الإنفاق على جيش احتلال تابع للتحالف مكون من 150,000 جندي في الأراضي الحدودية الشرقية لفرنسا، الممتدة من القناة الإنجليزية إلى الحدود مع سويسرا، لمدة أقصاها خمس سنوات. توضح الغرض المزدوج للاحتلال العسكري من خلال الاتفاقية المرفقة بالمعاهدة التي تحدد الشروط الإضافية التي تصدر فرنسا بموجبها سندات قابلة للتداول تغطي التعويضات الواجب دفعها: هدفا التواجد العسكري حماية الدول المجاورة من عودة الثورة في فرنسا، وضمان الوفاء بالبنود المالية للمعاهدة.
طالب بعض الحلفاء، وخاصة بروسيا، فرنسا بالتنازل عن أراض كبيرة في الشرق، إلا أن التنافس بين القوى والرغبة العامة في تأمين استعادة بوربون جعلا التسوية السلمية أسهل مما كانت عليه.
وقع اللورد كاسلريه ودوق ولينغتون المعاهدة باسم بريطانيا العظمى ووقع دوق ريشليو باسم فرنسا؛ وقعت النمسا وروسيا وبروسيا معاهدات مماثلة مع فرنسا، وبذلك تشكل أول اتحاد أوروبي فعلي. استُعيد التحالف الرباعي في معاهدة منفصلة وقعت أيضًا في 20 نوفمبر 1815، مقدمًا مفهومًا جديدًا في الدبلوماسية الأوروبية، ألا وهو مؤتمر السلم «للحفاظ على السلام في أوروبا» على نمط مؤتمر فيينا، الذي اختتم في 9 يونيو 1815.
كانت المعاهدة موجزة. أراد الموقعون «الحفاظ على فرنسا وأوروبا في مأمن من الاضطرابات التي هدد بها المشروع الأخير لنابليون بونابرت»، ورفضوا «النظام الثوري المُستنسخ في فرنسا».
طرحت المعاهدة في سياق «الرغبة في ترسيخ نظام الأمور المعاد إنشاؤه بسعادة في فرنسا، من خلال الحفاظ على حرمة السلطة الملكية، وإعادة تفعيل الميثاق الدستوري». والميثاق الدستوري الذي يشار إليه بهذا التفاؤل، هو دستور عام 1791، الذي صدر في ظل النظام القديم في بداية الثورة. وسرعان ما ستفشل أحكامه المتعلقة بحكومة فرنسا، «على الرغم من النوايا الأبوية لملكه» وفق نص المعاهدة. أُكدت المعاهدة الأولى لباريس، الموقعة في 30 مايو 1814، والوثيقة الختامية لمؤتمر فيينا، الصادرة في 9 يونيو 1815. وفي وثيقة منفصلة في اليوم نفسه، جددت بريطانيا العظمى وروسيا والنمسا وبروسيا التحالف الرباعي. دعي الأمراء والمدن الحرة، غير الموقعين، إلى الانضمام إلى أحكامها، فقد أصبحت المعاهدة جزءًا من القانون العام الذي أنشأت بموجبه أوروبا (باستثناء تركيا العثمانية) «علاقات يمكن من خلالها الحصول على نظام توازن قوى حقيقي ودائم في أوروبا».

### المادة المتعلقة بتجارة الرق
تناولت مادة ملحقة بمعاهدة السلام النهائية مسألة العبيد. وجددت التأكيد على إعلان القوى المتعلق بإلغاء تجارة الرق الصادر في 8 فبراير 1815 (الذي شكل أيضًا القانون رقم 15 من الوثيقة الختامية لمؤتمر فيينا)، وأضافت أنه ينبغي لحكومات الأطراف المتعاقدة «دون تضييعٍ للوقت... [أن تعثر] على التدابير الأكثر فعالية لإلغاء كامل ونهائي لتجارة بغيضة جدًا، تدينها بشدة قوانين الدين والطبيعة».

## اتفاقية التعويضات المالية
نظمت اتفاقية التعويضات المالية طريقة تسديد التعويضات الذي ستدفعها فرنسا بقيمة 700 مليون فرنك، وفقًا للمادة الرابعة من المعاهدة. كان من المقرر دفع المبلغ بشكل يومي وبأجزاء متساوية، خلال خمس سنوات، اعتبارًا من 1 ديسمبر 1815.
وفقًا للاتفاقية، كان على فرنسا أن تدفع 383,251 فرنك يوميًا طوال خمس سنوات، أي ما يعادل نحو 16,000 جنيه إسترليني بسعر الصرف حينها. ولدفع هذه الحصة اليومية، كان على الحكومة الفرنسية أن تعطي سندات من الخزانة الفرنسية تدفع لحاملها بشكل يومي. بدايةً، كان مفوضو الائتلاف سيحصلون على مبلغ 700 مليون موزعًا على خمسة عشر سندًا تبلغ قيمة واحدها 46⅔ مليون؛ يدفع الأول في 31 مارس 1816، والثاني في 21 يوليو 1816، وهكذا، أي كل أربعة أشهر. وفي الشهر السابق لبدء فترة الأشهر الأربعة، كان على فرنسا أن تسدد على التتالي قيمة أحد هذه السندات البالغة 46⅔ مليون، عن طريق مبادلتها بالسندات اليومية المذكورة أولًا التي تدفع لحاملها، والتي قسمت بدورها، بهدف التيسير والتداول، إلى كوبونات، أو مجموعات من مبالغ أصغر. وضمانًا للدفع المنتظم لهذه السندات، ولسد التقصير، خصصت فرنسا للحلفاء صندوق فائدة يدرج في غراند ليفر (دفتر الأستاذ العام) ليصبح من دينها العام، بقيمة سبعة ملايين فرنك مقابل رأس مال قدره 140 مليون فرنك. كان من المقرر سداد مبلغ كل ستة أشهر، من خلال تسليم السندات التي تصرفها الخزانة الفرنسية أصولًا باعتبارها مدفوعات تعادل قيمتها، وتوفى السندات غير المدفوعة، مع فائدة بنسبة خمسة في المئة من صندوق الفوائد المدرج في غراند ليفر، على النحو المحدد في هذه الاتفاقية.
نُظم توزيع المبلغ الذي وافقت فرنسا على دفعه في هذه الاتفاقية بين دول التحالف من خلال اتفاقية منفصلة، سُميت بروتوكول التعويضات المالية التي تقدمها فرنسا وجدول التخصيصات.

## الاتفاقية المتعلقة بالخط العسكري
نظمت الاتفاقية المتعلقة بالخط العسكري المسائل المتعلقة بالاحتلال المؤقت لحدود فرنسا من قبل جيش تحالف ضم 150,000 جندي، وفقًا للمادة الخامسة من المعاهدة النهائية. امتد الخط العسكري المراد احتلاله على طول الحدود الفاصلة بين مقاطعات باه دو كاليه، وشمال أردين، والميز، وموزيل، والراين الأخفض، والراين الأعلى، من داخل فرنسا.